# Electronic Games
Electronic Games è stata la prima rivista statunitense interamente dedicata ai videogiochi.
Venne pubblicata, con periodicità prevalentemente mensile ma a tratti anche bimestrale, da ottobre 1981 ad agosto 1985.
Ebbe un secondo periodo di attività da ottobre 1992 a gennaio 1997.
Verso la fine del primo periodo assunse anche la denominazione Computer Entertainment, e verso la fine del secondo Fusion, Intelligent Gamer's Fusion e Intelligent Gamer.
È anche nota per aver sponsorizzato il primo premio annuale di "videogioco dell'anno", gli Arcade Awards, detti Arkie Awards. La prima casa editrice della rivista, Reese Communications, organizzò il premio già dal 1980, prima che esistesse la rivista.

## Versione italiana
Electronic Games uscì anche in versione italiana a partire da gennaio 1984, edita mensilmente dalla JCE. Inizialmente era in gran parte tradotta dalla controparte statunitense, ma presto cominciò a differenziarsi sempre più.
Non si occupò soltanto di videogiochi, ma anche di home computer in generale. Dal n°9 di settembre 1984 il titolo cambiò in EG Computer.
Nel n°10 le pagine tradotte dall'inglese erano soltanto 9, e dal n°11 di novembre 1984 scomparve definitivamente ogni riferimento all'editore statunitense.
Dal n°15 di marzo 1985 sulle copertine apparve anche la dicitura Elettronica giovane, presumibilmente un nuovo significato della sigla EG.
La pubblicazione di EG Computer continuò fino a settembre 1986.